# Benedict Cumberbatch

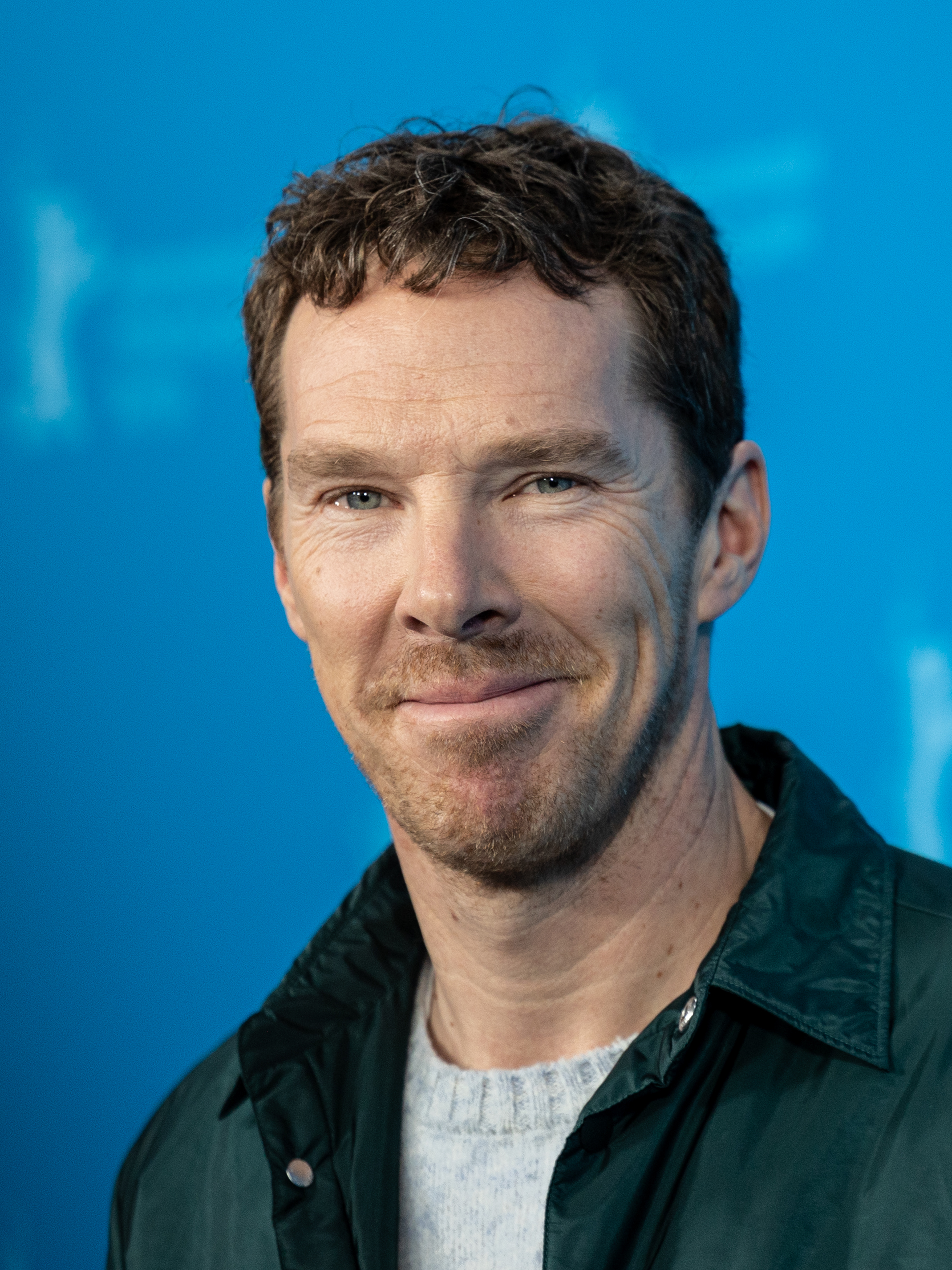
Cumberbatch auf der Berlinale 2025

Benedict Timothy Carlton Cumberbatch, CBE (* 19. Juli 1976 in London, England) ist ein britischer Schauspieler und Synchronsprecher. Bekannt wurde er vor allem durch seine Rolle als Detektiv Sherlock Holmes in der britischen Krimi-Serie Sherlock. Seit 2016 spielte er in sechs Filmen des Marvel Cinematic Universe die Figur des Doctor Strange. Für seine darstellerische Leistung in der Filmbiografie The Imitation Game (2014) sowie in The Power of the Dog (2021) erhielt er jeweils eine Oscar-Nominierung als bester Hauptdarsteller.

## Leben
Cumberbatch ist der Sohn der Schauspieler Timothy Carlton und Wanda Ventham. Aus der ersten Ehe seiner Mutter hatte Cumberbatch eine um 17 Jahre ältere Halbschwester, die Künstlerin Tracy Peacock, die im Dezember 2021 im Alter von 62 Jahren an Krebs verstarb. Seine Cousine ist die Schauspielerin Hannah Taylor-Gordon.
Ahnenforscher fanden heraus, dass Cumberbatch ein Cousin 16. Grades von Arthur Conan Doyle ist, dem Schöpfer von Sherlock Holmes, für dessen Darstellung Benedict Cumberbatch weltweit bekannt ist. Cumberbatchs und Doyles gemeinsamer Vorfahre ist John of Gaunt, 1. Duke of Lancaster (1340–1399), der Sohn des englischen Königs Eduard III. John of Gaunt war Doyles Urgroßvater 15. Grades und gleichzeitig Cumberbatchs Urgroßvater 17. Grades.
Benedict Cumberbatch besuchte die Harrow School im Londoner Stadtbezirk Harrow und die Universität Manchester. Anschließend absolvierte er bis zu seinem Abschluss 2000 die London Academy of Music and Dramatic Art (LAMDA). Seit 2018 fungiert er als Präsident seiner ehemaligen Schauspielschule und folgte in diesem Amt Timothy West.
Im November 2014 verlobte er sich mit der Schauspielregisseurin Sophie Hunter. Die Hochzeit fand im Februar 2015 auf der Isle of Wight statt. Im Juni 2015 kam das erste gemeinsame Kind, ein Sohn, zur Welt, im März 2017 der zweite und im Januar 2019 der dritte.
Am 12. Juni 2015 wurde Cumberbatch von Elisabeth II. zum Commander of the British Empire ernannt.
Am 25. November 2017 wurde Cumberbatch Zeuge eines Überfalls von vier Männern auf einen Radfahrer. Zusammen mit einem Autofahrer trieb er die Männer in die Flucht.

## Karriere
Seine ersten Erfahrungen im Fernsehgeschäft sammelte er 2000 in einer Episode der britischen Fernsehserie Heartbeat. 2003 erhielt er eine Rolle in To Kill a King mit Tim Roth und Dougray Scott und spielte in Dr. Slippery den Sohn von Paul Slippery (gespielt von Hugh Laurie). Seinen Durchbruch feierte er 2004 mit Hawking – Die Suche nach dem Anfang der Zeit, eine Filmbiografie über den Wissenschaftler Stephen Hawking. Hierfür bekam Cumberbatch eine Nominierung als „Bester Schauspieler“ bei den BAFTA Awards. 2005 spielte er die Hauptrolle in der Miniserie To the Ends of the Earth, die auf der gleichnamigen Buchserie des Autors William Golding basiert. 2007 war er in der Rolle des William Pitt in dem Drama Amazing Grace zu sehen.

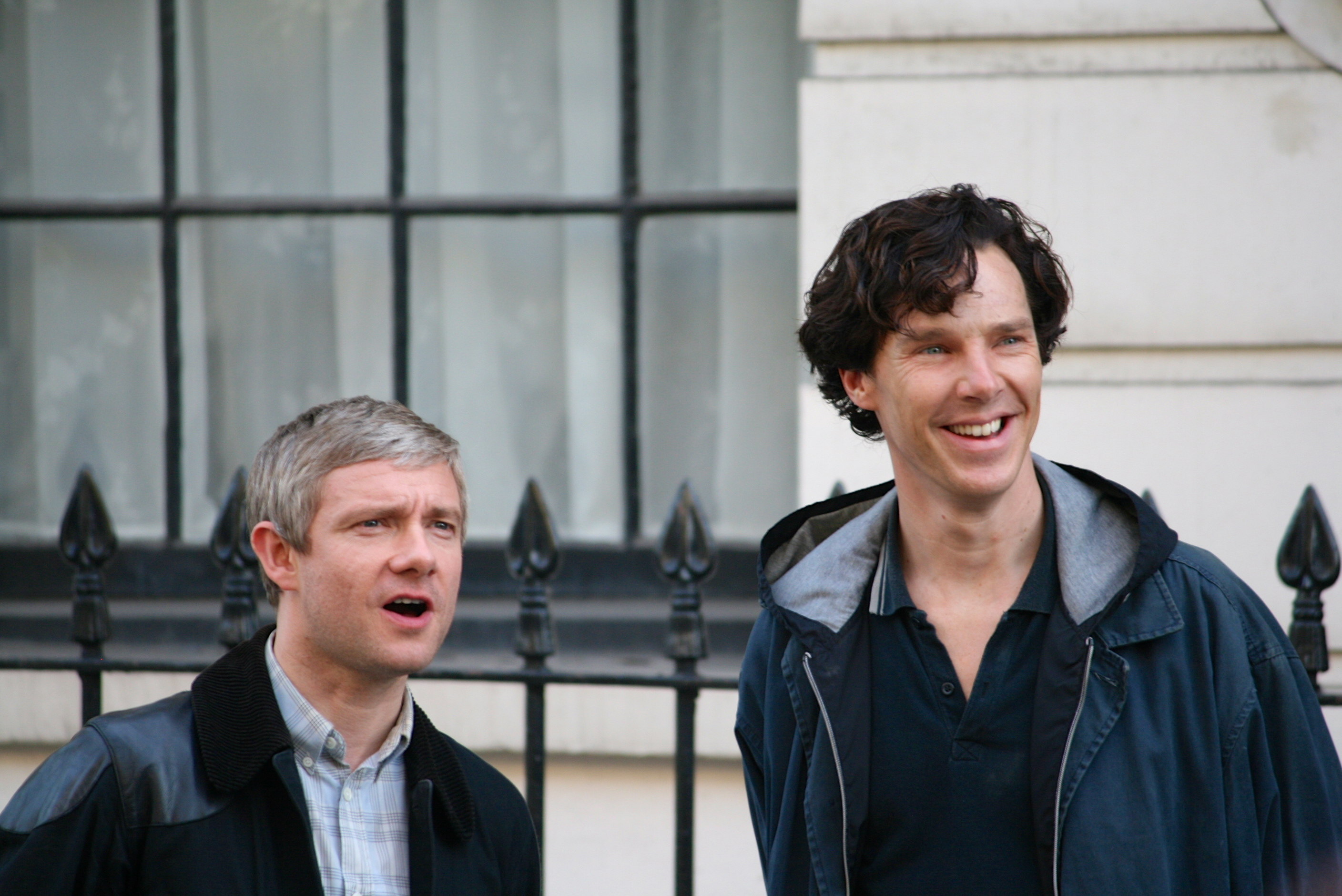
Martin Freeman und Cumberbatch bei den Dreharbeiten zu Sherlock

Von 2008 bis 2013 spielte er neben Stephanie Cole, Roger Allam und John Finnemore in der von Finnemore geschriebenen BBC-Radio-4-Sitcom Cabin Pressure die Rolle des ehrgeizigen, angespannten und mäßig erfolgreichen Piloten Martin Crieff. Von 2010 bis 2017 übernahm er die Titelrolle in Sherlock, einer auf Arthur Conan Doyles Sherlock Holmes basierenden Serie.
In Peter Jacksons Verfilmung des Tolkien-Romans Der Hobbit stellte er den Drachen Smaug mittels Performance Capture dar und sprach den Nekromanten. In der Fortsetzung von Star Trek, Star Trek Into Darkness, stellte er den Bösewicht John Harrison alias Khan dar. Im Jahr 2013 spielte er in Steve McQueens Filmdrama 12 Years a Slave, das mit einem Oscar für den besten Film ausgezeichnet wurde. Für seine Darbietung in der Sherlock-Episode Sein letzter Schwur gewann er 2014 einen Emmy als bester Hauptdarsteller in einer Miniserie oder einem Fernsehfilm. In der Filmbiografie über Alan Turing The Imitation Game – Ein streng geheimes Leben (2014) spielte er die Hauptrolle und war für einen Oscar als bester Hauptdarsteller nominiert. 2015 war er als William Bulger im Mafia-Drama Black Mass zu sehen. Im Oktober 2016 erschien Marvels Spielfilm Doctor Strange, in dem Cumberbatch die Titelrolle übernahm. Auch in den Filmen Thor: Tag der Entscheidung (2017), Avengers: Infinity War (2018), Avengers: Endgame (2019) und Spider-Man: No Way Home (2021) war er als Doctor Strange zu sehen. 2022 übernahm er die Hauptrolle in der Fortsetzung Doctor Strange in the Multiverse of Madness. Für seine Darstellung des Cowboys Phil Burbank in Jane Campions The Power of the Dog erhielt Cumberbatch 2022 eine zweite Oscar-Nominierung als bester Hauptdarsteller.
In Danny Boyles Inszenierung von Frankenstein am Royal National Theatre in London spielte er die Hauptfiguren Victor Frankenstein oder Frankensteins Monster im abendlichen Wechsel mit Jonny Lee Miller. Beide wurden von den Kritikern gefeiert und erhielten gemeinsam den Evening Standard Theatre Award für das Jahr 2011 und den Olivier Award.

## Synchronisation
Im Deutschen wird Benedict Cumberbatch meist von Sascha Rotermund synchronisiert. In einigen Filmen und den Serien Sherlock und Parade’s End – Der letzte Gentleman wird er jedoch von Tommy Morgenstern gesprochen. Im Jahr 2014 lieh er dem Agenten Geheimsache im Animationsfilm Die Pinguine aus Madagascar seine Stimme und wurde von Heino Ferch synchronisiert. 2018 war er die Stimme vom Grinch, im Deutschen gesprochen von Otto Waalkes.

## Filmografie (Auswahl)

### Als Schauspieler
- 1998–2004: Heartbeat (Fernsehserie, drei Episoden)
- 2002: Hills Like White Elephants (Kurzfilm)
- 2002: Tipping the Velvet (Fernsehmehrteiler)
- 2002: Gerichtsmediziner Dr. Leo Dalton (Silent Witness, Fernsehserie, zwei Episoden)
- 2003: Cambridge Spies
- 2003: Spooks – Im Visier des MI5 (Spooks, Fernsehserie, Episode 2x01)
- 2003: To Kill a King
- 2003: Dr. Slippery (Fortysomething, Fernsehserie, sechs Episoden)
- 2004: Dunkirk (Dokumentation)
- 2004: Hawking – Die Suche nach dem Anfang der Zeit (Hawking)
- 2005: Nathan Barley (Fernsehserie, zwei Episoden)
- 2005: To the Ends of the Earth (Miniserie, drei Episoden)
- 2005: Broken News (drei Episoden)
- 2005: The Man Who Predicted 9/11 (Dokumentation)
- 2006: Starter for 10
- 2006: Amazing Grace
- 2007: Wer war Stuart Shorter? (Stuart: A Life Backwards, Fernsehfilm)
- 2007: Abbitte (Atonement)
- 2008: The Last Enemy (Fernsehserie, fünf Episoden)
- 2008: Picture This (Dokumentation, drei Episoden)
- 2008: Die Schwester der Königin (The Other Boleyn Girl)
- 2008: Agatha Christie’s Marple – Murder Is Easy (Fernsehreihe)
- 2009: Small Island (Fernsehfilm)
- 2009: Creation
- 2009: South Pacific (Dokumentation, sechs Episoden)
- 2010: Four Lions
- 2010: Van Gogh: Painted With Words (Fernsehfilm)
- 2010: The Rattigan Enigma by Benedict Cumberbatch (Dokumentation)
- 2010: Into the Universe with Stephen Hawking (Dokumentation, sechs Episoden)
- 2010: Third Star
- 2010: Whistleblower – In gefährlicher Mission (The Whistleblower)
- 2010–2017: Sherlock (Fernsehreihe)
- 2011: Curiosity (Dokumentation)
- 2011: Wreckers
- 2011: Dame, König, As, Spion (Tinker, Tailor, Soldier, Spy)
- 2011: Gefährten (War Horse)
- 2012: Stephen Hawking’s Grand Design (Dokumentation, drei Episoden)
- 2012: Parade’s End – Der letzte Gentleman (Parade’s End, Miniserie, fünf Episoden)
- 2012: Der Hobbit: Eine unerwartete Reise (The Hobbit: An Unexpected Journey)
- 2013: Die Simpsons (Fernsehserie, eine Episode, Stimme)
- 2013: Star Trek Into Darkness
- 2013: Inside Wikileaks – Die fünfte Gewalt (The Fifth Estate)
- 2013: Im August in Osage County (August: Osage County)
- 2013: 12 Years a Slave
- 2013: Little Favour (Kurzfilm)
- 2013: Der Hobbit: Smaugs Einöde (The Hobbit: The Desolation of Smaug, Stimme)
- 2014: The Imitation Game – Ein streng geheimes Leben (The Imitation Game)
- 2014: Die Pinguine aus Madagascar (Penguins of Madagascar, Stimme)
- 2014: Der Hobbit: Die Schlacht der Fünf Heere (The Hobbit: The Battle of the Five Armies, Stimme)
- 2015: Black Mass
- 2016: Zoolander 2
- 2016: The Hollow Crown: The Wars of the Roses – Henry VI, Part II (Fernsehfilm)
- 2016: The Hollow Crown: The Wars of the Roses – Richard III (Fernsehfilm)
- 2016: Doctor Strange
- 2017: Edison – Ein Leben voller Licht (The Current War)
- 2017: Ein Kind zur Zeit (The Child in Time, Fernsehfilm)
- 2017: Thor: Tag der Entscheidung (Thor: Ragnarok)
- 2018: Avengers: Infinity War
- 2018: Patrick Melrose (Miniserie, fünf Episoden)
- 2018: Der Grinch (The Grinch, Stimme)
- 2018: Mogli: Legende des Dschungels (Mowgli: Legend of the Jungle, Stimme)
- 2019: Brexit – Chronik eines Abschieds (Brexit: The Uncivil War, Fernsehfilm)
- 2019: Avengers: Endgame
- 2019: Good Omens (Miniserie, eine Folge, Stimme)
- 2019: Zwischen zwei Farnen: Der Film (Between Two Ferns: The Movie)
- 2019: 1917
- 2019: The Tiger Who Came to Tea (Kurzfilm, Stimme)
- 2020: Der Spion (The Courier)
- 2021: The Mauritanian
- 2021: The Power of the Dog
- 2021, 2023: What If…? (Fernsehserie, 6 Episoden, Stimme)
- 2021: Die wundersame Welt des Louis Wain (The Electrical Life of Louis Wain)
- 2021: Die Simpsons (Fernsehserie, 1 Episode, Stimme)
- 2021: Spider-Man: No Way Home
- 2022: The Bubble
- 2022: Doctor Strange in the Multiverse of Madness
- 2023: Ich sehe was, was du nicht siehst (The Wonderful Story of Henry Sugar, Kurzfilm)
- 2023: Gift (Poison, Kurzfilm)
- 2023: The End We Start From
- 2023: The Book of Clarence
- 2024: Eric (Miniserie)
- 2025: The Thing with Feathers
- 2025: Der phönizische Meisterstreich (The Phoenician Scheme)

### Als Produzent
- 2013: Little Favour (Kurzfilm)
- 2021: The Mauritanian
- 2024: We Live in Time

## Auszeichnungen und Nominierungen (Auswahl)
CBE
- 2015: Auszeichnung für seine Verdienste im Bereich der darstellenden Künste mit dem CBE (Commander of the Order of the British Empire)

Oscar
- 2015: Nominierung als Bester Hauptdarsteller für The Imitation Game – Ein streng geheimes Leben
- 2022: Nominierung als Bester Hauptdarsteller für The Power of the Dog

Golden Globe Award
- 2013: Nominierung als Bester Hauptdarsteller – Mini-Serie oder Fernsehfilm in Sherlock
- 2015: Nominierung als Bester Hauptdarsteller – Drama für The Imitation Game – Ein streng geheimes Leben
- 2019: Nominierung als Bester Hauptdarsteller – Mini-Serie oder Fernsehfilm für Patrick Melrose
- 2022: Nominierung als Bester Hauptdarsteller – Drama für The Power of the Dog

BAFTA Film Award
- 2015: Nominierung als Bester Hauptdarsteller für The Imitation Game – Ein streng geheimes Leben
- 2022: Nominierung als Bester Hauptdarsteller für The Power of the Dog

Emmy
- 2012: Nominierung als bester Hauptdarsteller in einer Miniserie oder einem Fernsehfilm in Sherlock: Ein Skandal in Belgravia
- 2013: Nominierung als bester Hauptdarsteller in einer Miniserie oder einem Fernsehfilm in Parade’s End – Der letzte Gentleman
- 2014: Auszeichnung als bester Hauptdarsteller in einer Miniserie oder einem Fernsehfilm in Sherlock: Sein letzter Schwur
- 2016: Nominierung als bester Hauptdarsteller in einer Miniserie oder einem Fernsehfilm in Sherlock: Die Braut des Grauens
- 2017: Nominierung als bester Hauptdarsteller in einer Miniserie oder einem Fernsehfilm in Sherlock: Der lügende Detektiv
- 2018: Nominierung als bester Hauptdarsteller in einer Miniserie oder einem Fernsehfilm in Patrick Melrose

BAFTA TV Award
- 2005: Nominierung als bester Darsteller in Hawking
- 2010: Nominierung als bester Nebendarsteller in Small Island
- 2011: Nominierung als bester Hauptdarsteller in Sherlock
- 2012: Nominierung als bester Hauptdarsteller in Sherlock
- 2015: Nominierung als bester Hauptdarsteller in Sherlock
- 2017: Nominierung als bester Hauptdarsteller in Richard III
- 2019: Auszeichnung als bester Hauptdarsteller in Patrick Melrose

ALFS Award
- 2008: Nominierung für Amazing Grace

Satellite Award
- 2008: Nominierung als Bester Darsteller in einer Miniserie oder einem Fernsehfilm für The Last Enemy
- 2010: Nominierung als Bester Darsteller in einer Miniserie oder einem Fernsehfilm für Sherlock
- 2012: Auszeichnung als Bester Darsteller in einer Miniserie oder einem Fernsehfilm für Sherlock[18]
- 2013: Nominierung als Bester Darsteller in einer Miniserie oder einem Fernsehfilm für Parade’s End – Der letzte Gentleman
- 2014: Nominierung als Bester Hauptdarsteller – Drama für The Imitation Game – Ein streng geheimes Leben
- 2018: Nominierung als Bester Darsteller in einer Miniserie oder einem Fernsehfilm für Patrick Melrose

National Television Awards
- 2011: Nominierung für „Outstanding Drama Performance“ in Sherlock
- 2013: Nominierung für „Outstanding Drama Performance“ in Sherlock
- 2014: Auszeichnung als „Best TV Detective“ in Sherlock
- 2015: Nominierung für „Outstanding Drama Performance“ in Sherlock

Goldene Nymphe
- 2004: Auszeichnung für Hawking
- 2006: Auszeichnung für To the Ends of the Earth
- 2014: Nominierung für Sherlock

Olivier Award
- 2012: Auszeichnung als bester Schauspieler zusammen mit Jonny Lee Miller in Frankenstein
- 2016: Nominierung als bester Schauspieler in Hamlet[19]

New York Film Critics Circle
- 2021: Auszeichnung als Bester Hauptdarsteller für The Power of the Dog

BAFTA Los Angeles Britannia Award
- 2013: Auszeichnung als Künstler des Jahres

Southbank Sky Arts Awards
- 2018: Auszeichnung Outstanding Achievement Award

Zurich Film Festival
- 2025: Golden Eye Award[20]

2022 Hollywood Hall of Fame Stern